# Фосфат галлия
Фосфат галлия — неорганическое соединение, соль галлия и фосфорной кислоты с формулой GaPO4, бесцветные кристаллы, не растворяется в воде, образует кристаллогидраты.

## Получение
- Осаждение кислыми фосфатами щелочных металлов растворимых солей галлия:

{\displaystyle {\mathsf {Ga_{2}(SO_{4})_{3}+2Na_{2}HPO_{4}+4H_{2}O\ {\xrightarrow {}}\ 2GaPO_{4}\cdot 2H_{2}O\downarrow +2Na_{2}SO_{4}+H_{2}SO_{4}}}}

## Физические свойства
Фосфат галлия образует бесцветные кристаллы нескольких модификаций, аналогичных по структуре диоксиду кремния:
- α-GaPO4, тригональная сингония, пространственная группа P 3121 (или P 3221), параметры ячейки a = 0,4901 нм, c = 1,1048 нм, Z = 4, существует до температуры 970°С.
- β-GaPO4, гексагональная сингония, пространственная группа P 622.

Образует кристаллогидраты состава GaPO4•n H2O, где n = 2 и 3.
Не растворяется в воде, р ПР = 21.

## Химические свойства
- Кристаллогидрат разлагается при нагревании:

{\displaystyle {\mathsf {GaPO_{4}\cdot 2H_{2}O\ {\xrightarrow {140^{o}C}}\ GaPO_{4}+2H_{2}O}}}
- С фосфорной кислотой образует растворимую кислую соль:

{\displaystyle {\mathsf {2GaPO_{4}+2H_{3}PO_{4}+5H_{2}O\ {\xrightarrow {}}\ 2GaPO_{4}\cdot 2H_{3}PO_{4}\cdot 5H_{2}O}}}
- Восстанавливается водородом до фосфида:

{\displaystyle {\mathsf {GaPO_{4}+4H_{2}\ {\xrightarrow {T}}\ GaP+4H_{2}O}}}